# José Sátiro do Nascimento
José Sátiro do Nascimento, mais conhecido como Índio (Aldeia Xucuru-Kariri, Palmeira dos Índios, 3 de abril de 1979), é um ex-futebolista brasileiro que atuava como lateral-direito.

## Carreira

### Jogador
Trabalhou plantando e colhendo feijão, melancia e melão desde criança até seus 16 anos. Foi então que em 1995, Satiro foi descoberto acidentalmente pelo treinador do Vitória, Luciano Reis enquanto jogava futebol em Palmeiras dos Índios. Em suas próprias palavras: "Tinha 16 anos quando o Luciano Reis, treinador do Vitória da Bahia, me viu brincando de bola. Como eu era forte, ele me levou para treinar".
Após a descoberta, Satiro passou dois anos em Salvador, atuando nas categorias de base do Vitória.

### Corinthians
Foi contratado pelo Corinthians ainda menor de idade, jogando nas categorias de base. Em 18 de janeiro de 1998 foi escalado pela primeira vez no elenco principal, jogando como Lateral direito. Sua última partida pelo clube alvinegro foi em janeiro de 2002, em uma vitória por dois a zero contra o Taubaté pelo Campeonato Paulista. 
Em sua passagem pelo Corinthians, foi campeão brasileiro, campeão paulista e campeão do Primeiro Mundial de Clubes da FIFA.

### Seleção Brasileira Sub-20
Foi convocado para jogar no Mundial Sub-20 de Futebol na Nigéria em 1999. Nessa edição jogou ao lado de jogadores como Ronaldinho, Fábio e Mancini. Nessa edição, a Seleção Brasileira foi eliminada nas quartas-de-finais, após uma derrota por 2 a 1 contra o Uruguai.

## Títulos
Corinthians
- Campeonato Mundial de Clubes da FIFA: 2000
- Campeonato Brasileiro: 1998, 1999
- Campeonato Paulista: 1999, 2001

Goiás
- Copa Centro-Oeste: 2001

Genus
- Campeonato Rondoniense: 2015

### Campanhas de destaque
Seleção Brasileira
- Campeonato Mundial de Futebol Sub-20: quartas-de-finais (1999)